# Stammfettsucht

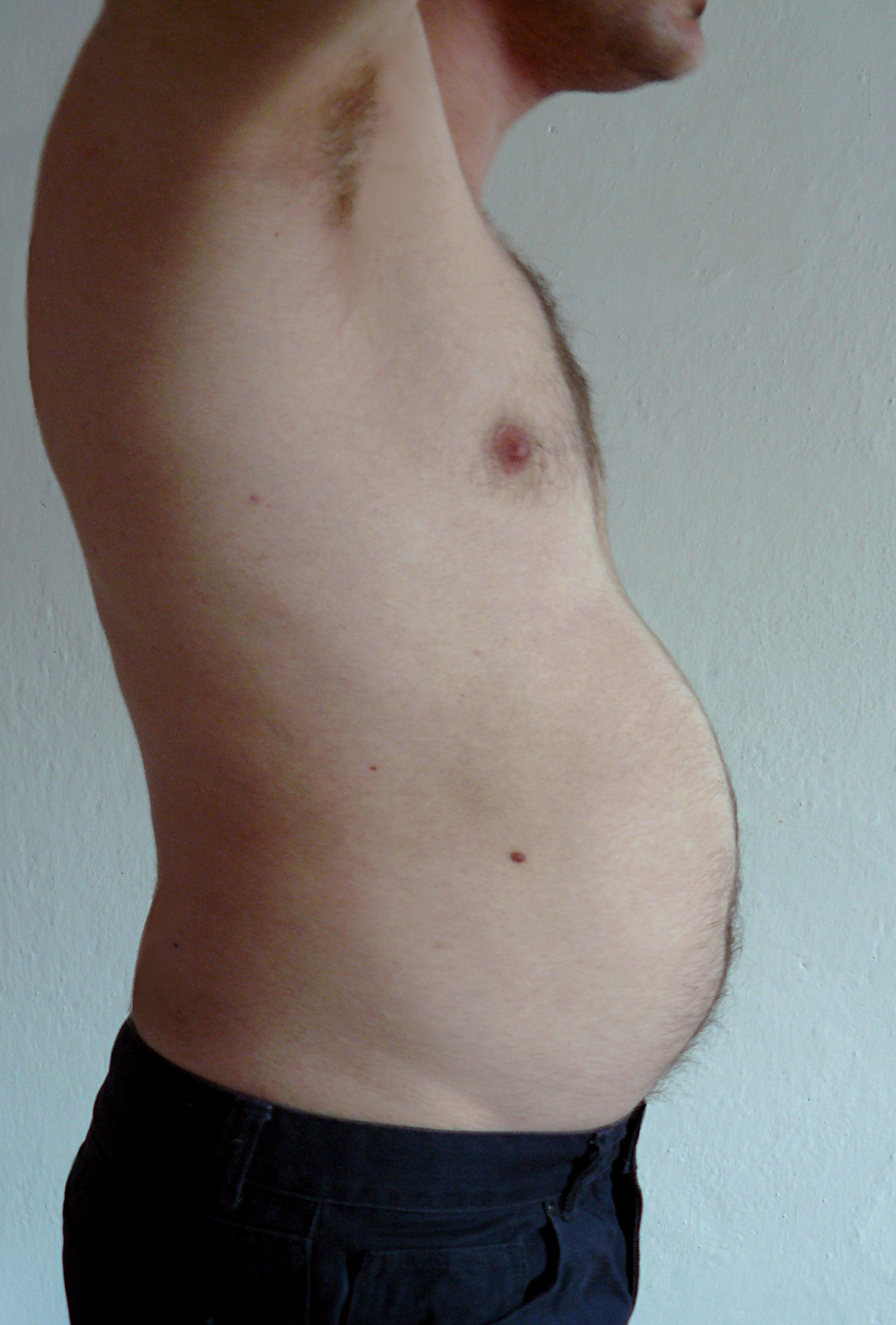
Stammfettsucht

Der Begriff Stammfettsucht beschreibt die Tendenz zur Fetteinlagerung am Stamm (Abdomen). Dies entspricht dem sogenannten männlichen Typ der Fettverteilung.
Im Gegensatz zum weiblichen Typ der Fettverteilung mit Betonung der Hüft-, Gesäß- und Oberschenkelregion (vgl. auch Cellulite) gilt die Stammfettsucht bei Männern als bedeutender Risikofaktor für eine koronare Herzkrankheit und nach neueren Erkenntnissen für den Diabetes Typ-2.

## Der Begriff
Stammfettsucht ist eine medizinische Bezeichnung für ein Symptom, das auf verschiedene Erkrankungen verweist. Dazu gehören beispielsweise das Cushing-Syndrom, das Polyzystische Ovarialsyndrom oder das Metabolische Syndrom.
Umgangssprachlich haben sich daneben eine Reihe von Begriffen etabliert, die durchweg verhöhnenden Charakter haben. Zu ihnen gehören Wampe, Plau(t)ze, Ranzen oder auch – fälschlich – Bierbauch mit seinen regionalen Abwandlungen wie Mollenfriedhof in Berlin oder Löwenbräugeschwür in München. Die umgangssprachlich verwendeten Begriffe, die auch im Duden auftauchen, verkennen den medizinischen Hintergrund dieser Fetteinlagerung, bringen sie bevorzugt mit dem sogenannten Bierbauch in Verbindung und gehen in der Regel davon aus, sie sei durch erhöhten Bierkonsum induziert. Dieses Vorurteil hat sich wissenschaftlich als unbegründet erwiesen.